# All Saints’ Church (Dresden)

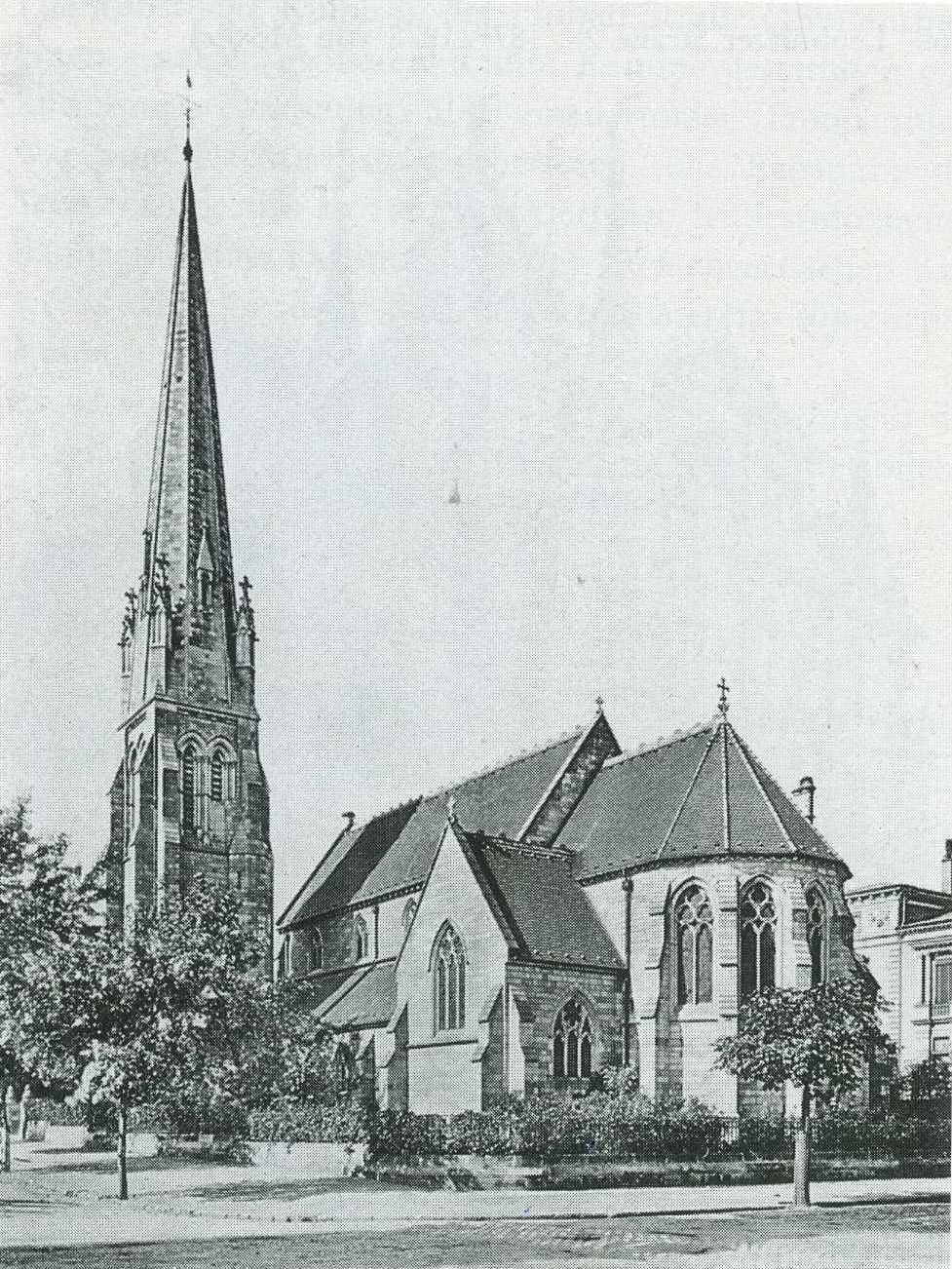
Dresden Anglikanische Kirche. All Saints Church.

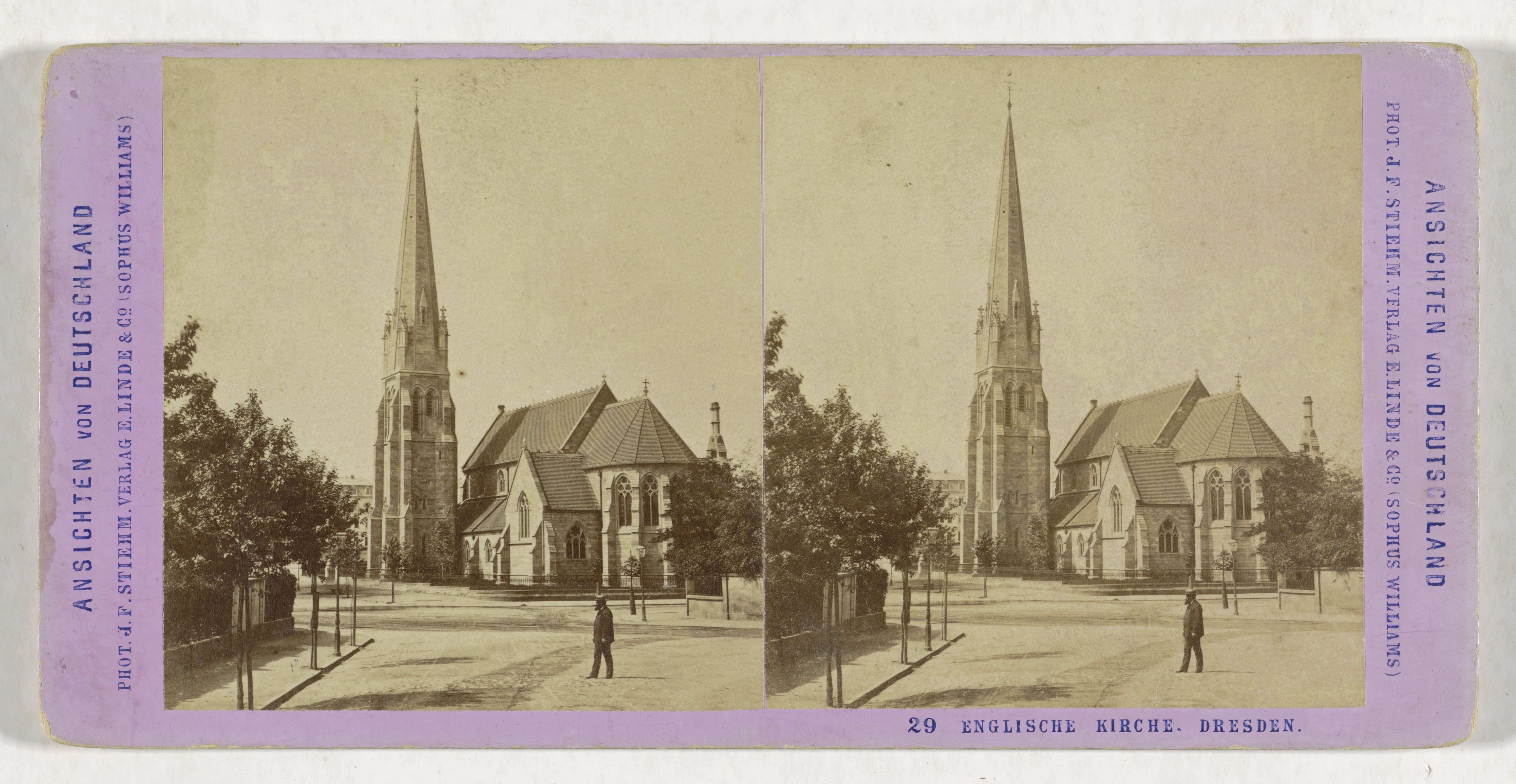
Stereobild der Englische Kirche in Dresden

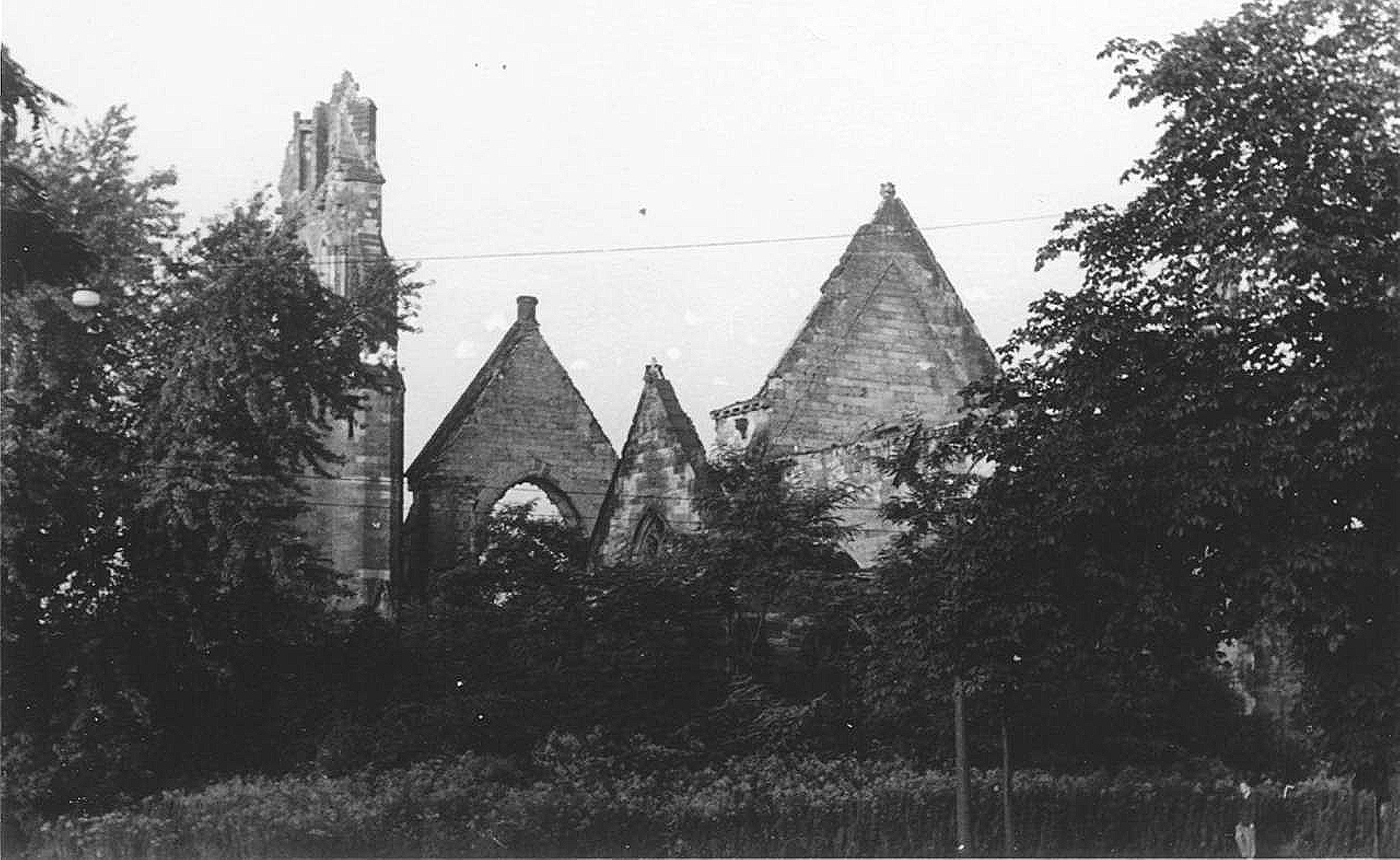
Englische Kirche All Saints Church vor der Sprengung 1952

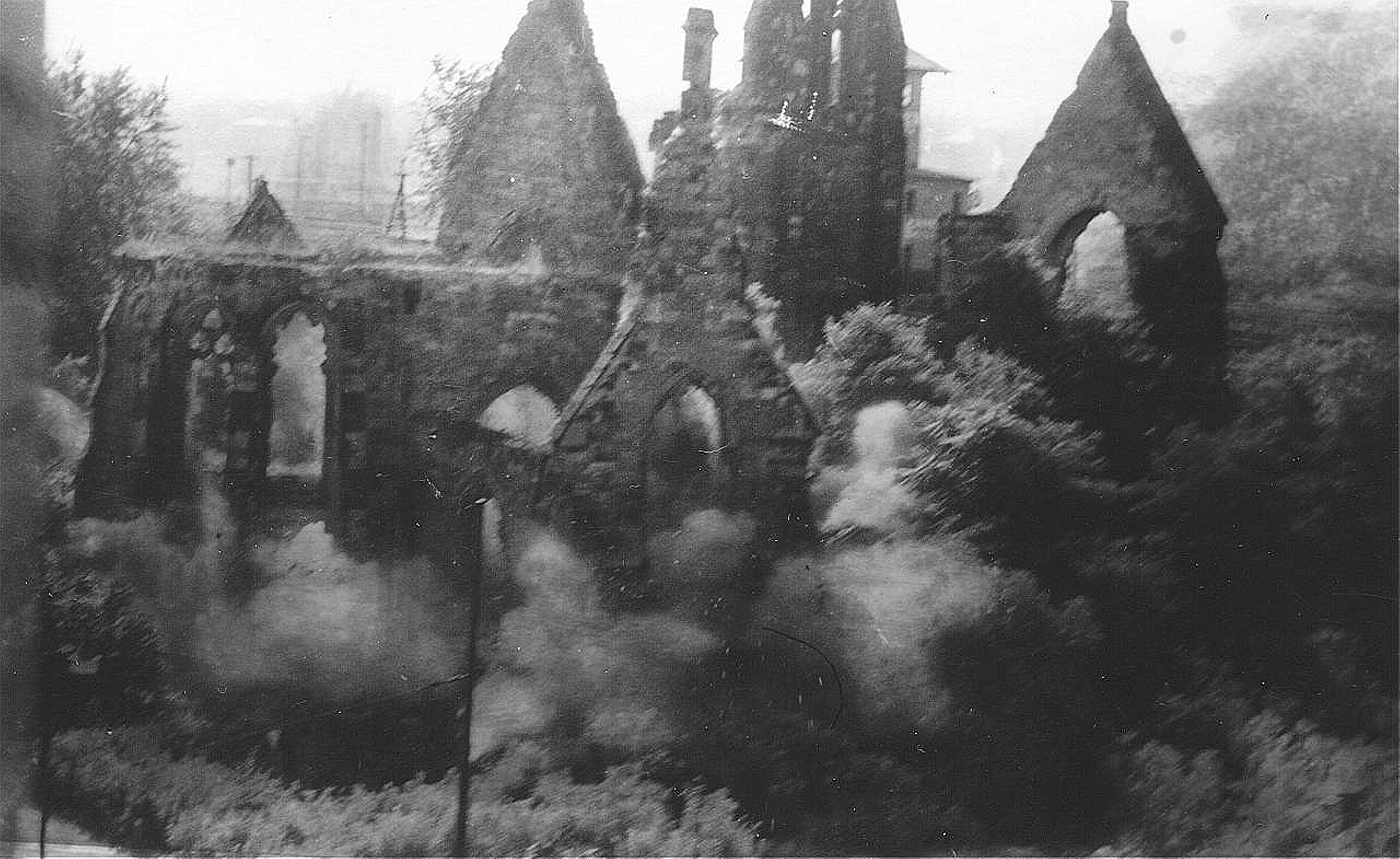
Englische Kirche All Saints Church während der Sprengung 1952

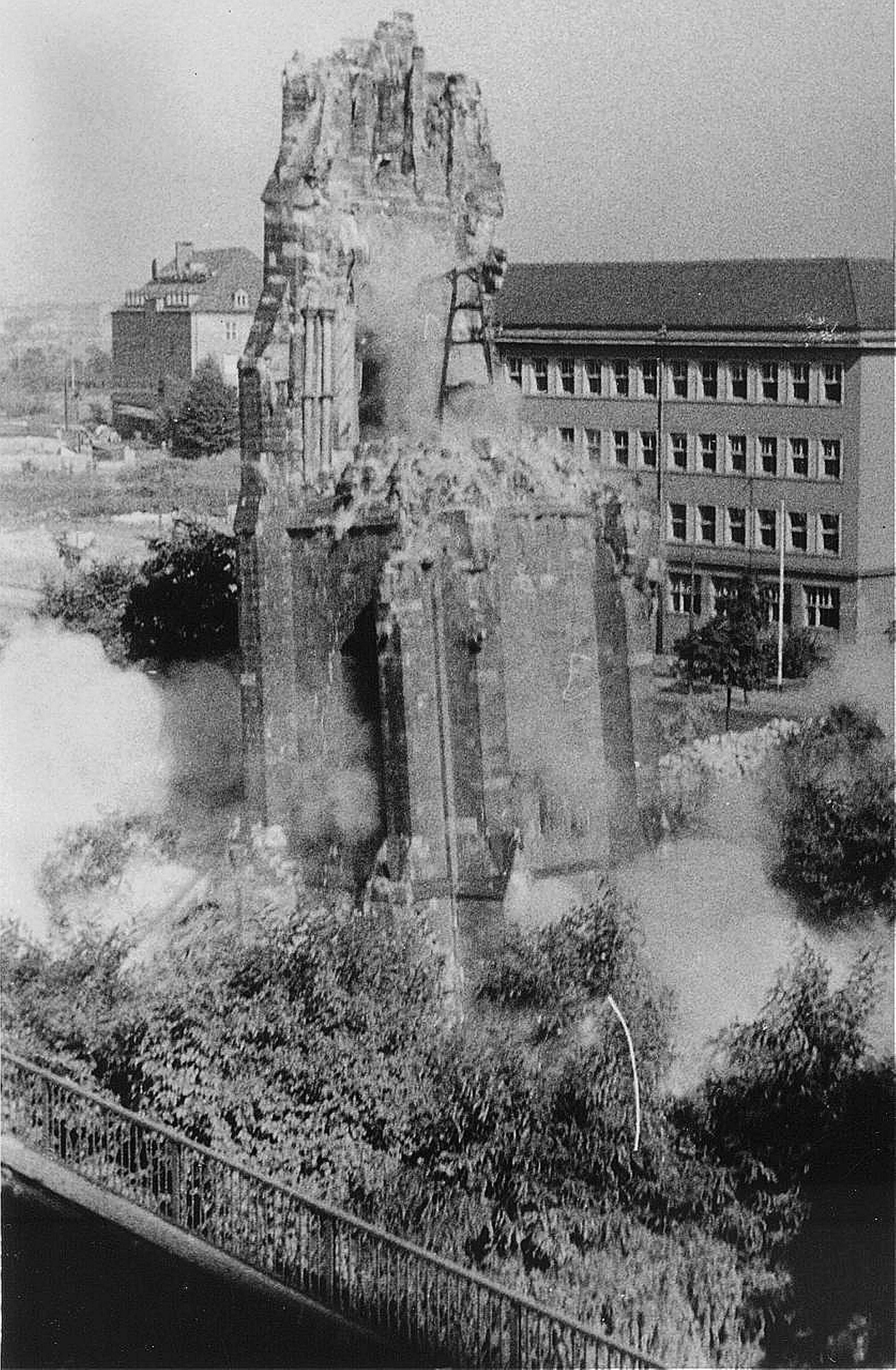
Englische Kirche All Saints Church während der Sprengung 1952

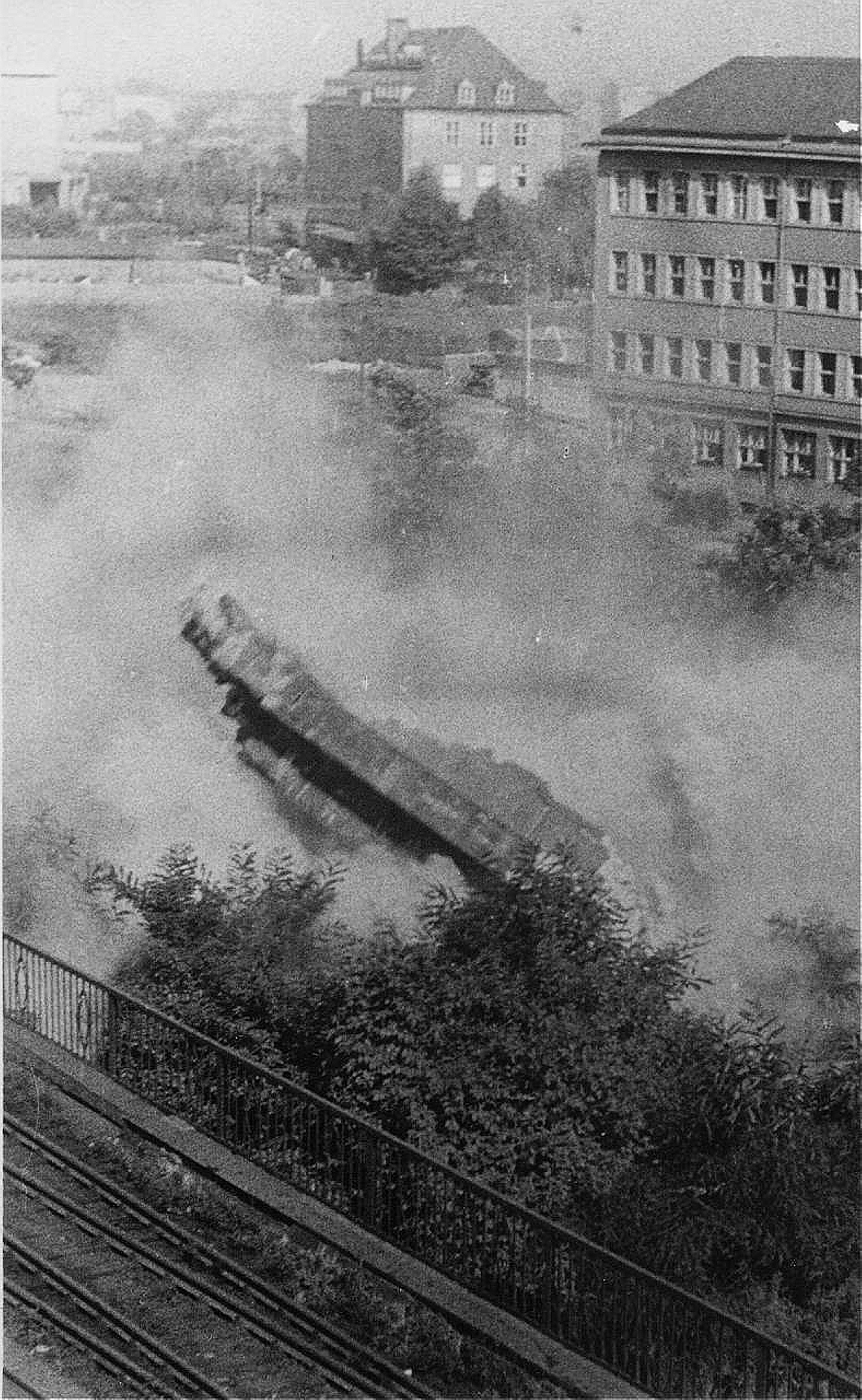
Englische Kirche All Saints Church während der Sprengung

Die All Saints’ Church (wörtlich Allerheiligenkirche, im Sprachgebrauch häufig nur Englische Kirche oder Anglikanische Kirche) war ein anglikanisches Kirchengebäude an der Wiener Straße, Ecke Beuststraße (heute zur Andreas-Schubert-Straße), in Dresden. Geweiht wurde sie am 27. November 1869, bei den Luftangriffen auf Dresden am 13. Februar 1945 brannte sie aus. Ihre Ruine wurde 1952 beseitigt, das Grundstück ist mit einer Lagerhalle mit Büronutzung überbaut.
Sie war ein Beispiel für den Early English Style als spezielle Variante der historistischen Neogotik.

## Geschichte
1841 wurde eine anglikanische Kirchgemeinde in Dresden gegründet, die ihre Gottesdienste zunächst in gemieteten Räumen abhielt, sich aber ab etwa 1865 um den Bau einer eigenen Kirche bemühte.
Der Kirchenbau wurde aufgrund einer Stiftung der Witwe des sächsischen Kaufmanns Wilhelm Heinrich Göschen (William Henry Goschen) in London möglich, den Baugrund schenkte die Stadt Dresden. Erbaut wurde sie in den Jahren 1868 bis 1869 von August Pieper zusammen mit dem Londoner Architekten James Piers St. Aubyn und wurde am 27. November 1869 geweiht.
Der Sakralbau war eine kleine dreischiffige basilikale Anlage mit einem niedrigen Querschiff und entsprach dem Stil der englischen Gotik des 13. Jahrhunderts, dem Early English Style. Eine polygonale Apsis war angebaut. Im Süden des Schiffs befand sich ein freistehender mächtiger, viereckiger Turm mit hohem, oktogonalem Turmhelm. Sie verfügte über eine reiche Ausstattung: Orgel und plastisches Bildwerk von Altar und Kanzel stammten aus England. Wie in den meisten englischen Kirchen üblich, war die sichtbare hölzerne Dachkonstruktion gleichzeitig die Decke der Kirche. Die Mauern wurden aus sächsischem Sandstein in Kalkmörtel ohne Verdübelung oder Verklammerung ausgeführt.
Der gesamten ornamentalen Schmuck der Kapitelle, der Kanzel und des Taufsteins wurde von einem englischen Bildhauer „in hoher künstlerischer Qualität“ gestaltet. Die wertvollste Ausschmückung der Kirche waren jedoch die Glasmalereien der fünf Kirchenfenster. Sie wurden durch die Firma Hardman in Birmingham ausgeführt und waren Geschenke der Söhne Göschens. „In besonders prächtiger Ausführung zeigten die fünf Fenster des Chores Darstellungen aus dem Leben Jesu. … Bei den Glasmalereien des großen Fensters der südwestlichen Front ist ganz besonders auf den Namen der Kirche Bezug genommen worden: Der segnende Christus war dargestellt in der Mitte der Heiligen des Alten und des Neuen Testaments.“
Die anglikanische Gemeinde löste sich unmittelbar nach Beginn des Ersten Weltkrieges auf und bildete sich auch danach nicht wieder neu. Der Bauherr, der All Saint’s English episcopal church e.V. blieb jedoch bestehen.
Im Jahr 1927 führte eine vertragliche Vereinbarung zwischen dem All Saint’s English episcopal church e.V. mit der evangelisch-lutherischen St.-Pauls-Gemeinde zu einer veränderten Nutzung. Demnach übertrug man der St.-Pauls-Gemeinde die Nutzung des Kirchengebäudes für einen Zeitraum von 30 Jahren.
Nach den Bombardierungen in den Luftangriffen auf Dresden vom 13. und 14. Februar 1945 brannte die Kirche aus. Neben anderen schwer beschädigten Gebäuden wurde der Abriss weiterer Kirchgebäude angeordnet. Die Ruine wurde 1952 gesprengt und beseitigt. Das Grundstück war lange Zeit eine Grünfläche, in den 1980er Jahren wurde es mit einer Lagerhalle überbaut, die in den 2010er Jahren teilsaniert und teilweise zu einem Bürogebäude umgebaut wurde.